# U Make Me Wanna
U Make Me Wanna è un singolo del gruppo musicale britannico Blue, pubblicato il 17 marzo 2003 come terzo estratto dal secondo album in studio One Love.

## Video
Il video musicale è stato girato in Sudafrica a Città del Capo.

## Classifiche
| Paese             | Posizione più alta |
| ----------------- | ------------------ |
| Austria           | 10                 |
| Belgio (Fiandre)  | 14                 |
| Belgio (Vallonia) | 64                 |
| Danimarca         | 12                 |
| Germania          | 6                  |
| Irlanda           | 5                  |
| Italia            | 19                 |
| Nuova Zelanda     | 20                 |
| Paesi Bassi       | 22                 |
| Regno Unito       | 4                  |
| Repubblica Ceca   | 2                  |
| Romania           | 5                  |
| Svezia            | 50                 |
| Svizzera          | 9                  |